# Bataille de Hornshole
 (juin 2017).
La bataille de Hornshole oppose le royaume d'Angleterre et le royaume d'Écosse au cours de l'année 1514.
Après la défaite de Flodden l'année précédente où un tiers de l'armée écossaise a été exterminé, les Scottish Borders sont devenues vulnérables aux attaques anglaises. Les forces anglaises campaient à Hornshole, à environ 2 miles de la ville écossaise de Hawick, lorsque les Écossais furent informés qu'il s'agissait d'un contingent anglais. Les jeunes adolescents de la ville s'emparèrent d'armes et les attaquèrent par surprise pendant la nuit, ce qui mit les Anglais en déroute.
Durant la bataille, le fanion des Anglais fut pris par les Écossais. Aujourd'hui, le blason de Hawick est composé d'un fanion à l'intérieur duquel est inscrite 1514, l'année de la bataille.